# Leonardo Bruni
Leonardo Bruni, también llamado Ldo Aretino (Arezzo, 1370-Florencia, 9 de marzo de 1444), fue un humanista, historiador y político
italiano.

## Biografía

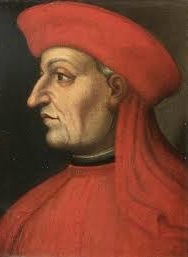
Leonardo Bruni.

Nació en 1369 y aunque su familia era Toscana, se trasladó a Florencia, de forma que se convirtió en ciudadano florentino en 1416. En Florencia aprendió retórica y entabló amistad con los humanistas Niccolò Niccoli, Poggio Bracciolini y Palla Strozzi, sus coetáneos, frecuentando también a maestros como Coluccio Salutati y Manuel Crisoloras. Desde 1405 emprendió una carrera política en Roma, al servicio de Inocencio VII. En el año 1411 participó en el Concilio de Constanza en el séquito del antipapa Juan XXIII y desde el 1415 se estableció definitivamente en Florencia, desempeñando el cargo de canciller de la República de Florencia desde 1427 a su muerte, en Florencia, en 1444. Está sepultado en la iglesia de la Santa Croce.

## Obra

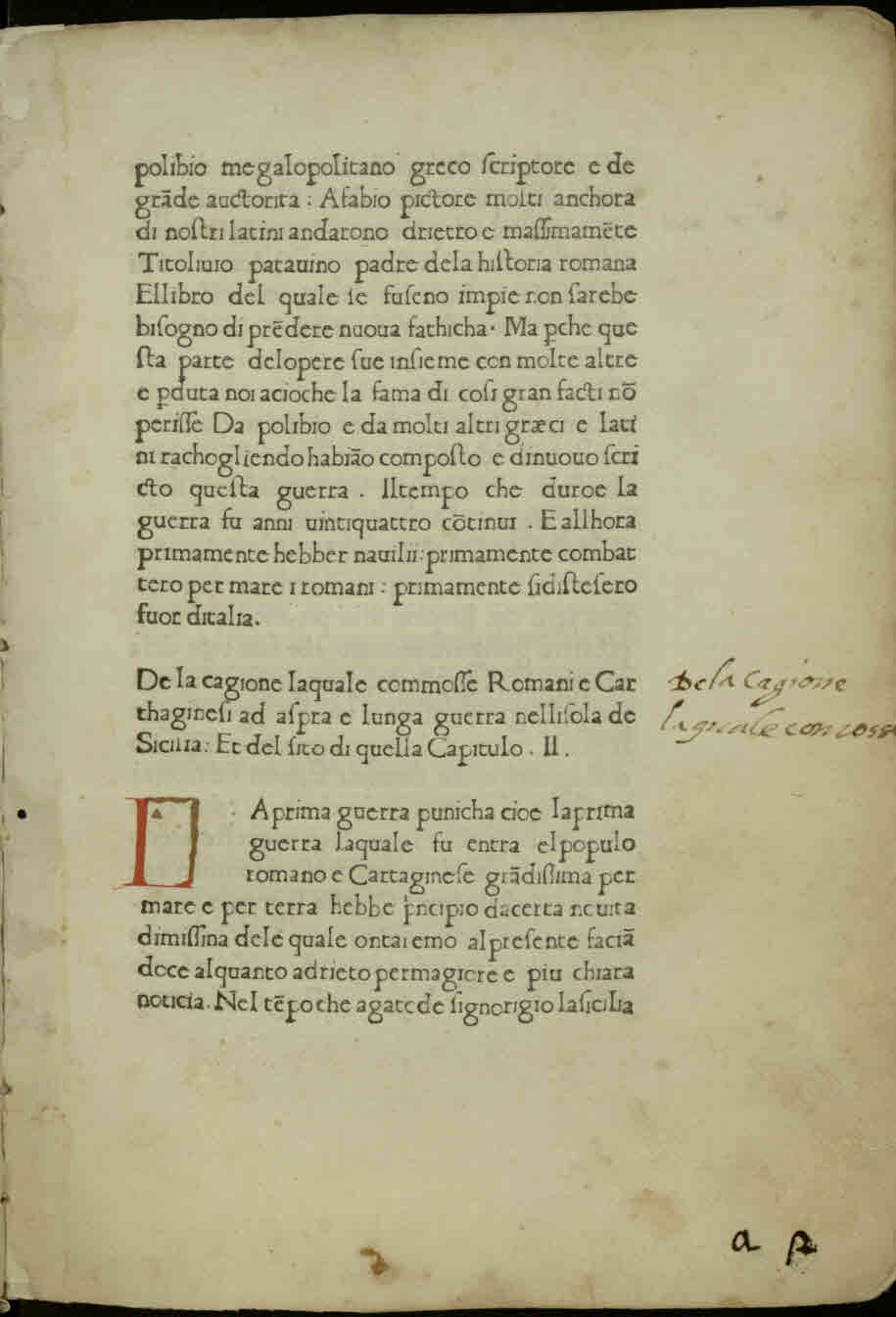
De primo bello punico, 1471

Escribió una Historiae Florentini populi en 12 libros que fue impresa en 1492. Esta obra destaca en su tiempo por adoptar un método historiográfico científico: confrontación de documentos y alejamiento de una concepción providencialista de la historia. En lengua vulgar escribió una Vita di Dante y una Vita di Petrarca, ambas de 1434, así como algunas rimas y novelle. También compuso una pieza dramática que es uno de los antecedentes de La Celestina, la comedia Poliscena. Fue uno de los mejores escritores de latín de su tiempo y se empeñó en lograr que se tradujesen desde el griego las obras de Platón y Aristóteles. Disputó con el humanista español Alfonso de Cartagena con motivo de su traducción de la Ética de este último.
Su traducción, realizada en 1417 de la Ética a Nicómaco de Aristóteles fue bastante controvertida pues variaba mucho de la respetada traducción de Roberto Grosseteste e introdujo la famosa discusión sobre el "sumo bien" que ocupó a la flor y nata de la intelectualidad italiana durante los años sucesivos.

## Visión de la historia
El humanismo florentino surge precisamente del cruce del petrarquismo humanista con el ideario político de la Florencia del Quattrocento. 
En ese momento ocupa un lugar fundamental Leonardo Bruni. Era discípulo de Coluccio Salutati, canciller de Florencia. A partir de este hubo una serie de cancilleres florentinos, todos grandes escritores humanistas, que ejercen desde su cargo una importante influencia política hasta la llegada de los Medici, cuando Cosme subió al poder en 1434. El poder de los Medici abarcará hasta el final de su primer periodo de dominio, en 1494. 
Los humanistas explican cómo un régimen popular de libertades cívicas hace posible el dominio de una oligarquía constituida por una serie de grupos familiares cuya base económica y de riqueza se ha sustentado en el ejercicio del comercio, de la industria artesanal (textil) y de la banca. Por consiguiente, estamos ante una burguesía que se aristocratiza, con tendencia a mantenerse en el poder. Se mezclan estructuras medievales con la incidencia que supone la aparición de una economía precapitalista pareja a la derrota de la clase terrateniente. Ello no significa la desaparición de estructuras feudales, pero la posesión de la tierra en el ámbito florentino está supeditada a los intereses del mundo urbano. La división gremial refleja la organización social florentina: artes mayores contra artes menores. Hay conflictos sociales verticales entre poderosos y grupos inferiores, pero también luchas internas a nivel horizontal entre las principales familias de la ciudad. 
	La historia de la Italia de la Plena y Baja Edad Media es una historia de guerras entre ciudades y lo será también hasta mediados del siglo XV. En estas guerras entre repúblicas unas ganan y otras pierden; unas se engrandecen a costa de otras. 
En torno a 1400, las repúblicas urbanas engrandecidas no son ya solamente ciudades, sino que han ocupado el territorio de su entorno. La ciudad actúa como centro de poder del territorio que controla; se ha convertido en una señoría, pues ejerce un poder de tipo señorial sobre el medio. Florencia domina entonces la Toscana.
	Bruni se convierte en la máxima expresión de la historia humanística florentina anterior a Maquiavelo. Provenía de Arezzo, como Petrarca. Recibió una excelente formación humanística y pasó a educarse en Florencia en el círculo de Coluccio Salutati. En este círculo humanista florentino se estaba ya enseñando el griego. A partir de ahí, la de Bruni es una carrera profesional al servicio de Florencia, y más aún del papado. Esto no le impide identificarse con los ideales de la ciudad, o de la oligarquía que la domina, siendo en dos ocasiones nombrado canciller. En la práctica, su cargo se correspondía con una especie de ministro actual de Asuntos Exteriores. Como los cargos en Florencia son temporales, el canciller adquiere poder en la medida en que se convierta en un funcionario constante. Bruni fue canciller entre 1410 y 1411, y entre 1427 y 1444, año de su fallecimiento. 
Bruni es un humanista en toda su acepción. Se considera florentino aunque no lo sea en origen. Traduce al latín a Plutarco, Jenofonte, Demóstenes, San Basilio, Homero, Platón y, sobre todo, Aristóteles. Como historiador, y dentro del humanismo cívico, es autor de Laudatio florentinae urbis («Alabanza de la ciudad de Florencia»). Hay en él un modelo literario que imita a Arístides, y se produce una transformación del patriotismo en ideología. Escribe una obra donde vierte toda su ideología: La historia del pueblo florentino, distribuida en trece libros. La obra se publicó impresa en italiano en 1473.
	Nos vamos a encontrar en la obra de Bruni con todos los rasgos de la preceptiva humanística, y muy en concreto de la florentina. El objeto de sus obras de historia es el propio pueblo florentino. El modelo historiográfico al que se acoge es Tito Livio. La obra de Bruni se justifica cronológicamente; es una estructura narrativa a la manera, puede decirse, casi cronística. Un registro cronológico que de vez en cuando se interrumpe para ofrecer una explicación o ratio, algo que resulta fundamental. No se trata simplemente de una crónica ni de un registro de sucesos porque se da una explicación de los hechos. Por otro lado, no acude a explicaciones trascendentales ni alude a la Providencia; el hombre no es un ser paciente. El desplazamiento de la Providencia no implica un rasgo de ateísmo o agnosticismo; Bruni era muy religioso. La responsabilidad de los hechos recae sobre los sujetos actuantes. Los clásicos enseñan que el resultado de la acción no es consecuente; hay que incluir a la fortuna. En Bruni no cabe en demasía el concepto de fortuna, al contrario que en Maquiavelo.
En la historiografía humanista, al registrarse los acontecimientos la causalidad viene determinada por un precedente en un estricto orden sucesorio: en a, b, c, d, e, f..., f se explica teniendo en cuenta a, b, c, d, e. Se introduce la oratio o discurso; los sujetos hablan. Esto es fundamental en Maquiavelo. Antes de actuar, los sujetos explican porqué actúan. La narración tiene así más fuerza dramática. El historiador humanista puede demostrar sus dotes literarias, si bien esto supone un peligro para la veracidad de los hechos narrados. Para Bruni, la historia debe buscar siempre la verdad. Pero con la persecución de la verdad se introduce además el discurso y se intenta demostrar unas dotes literarias. Es aquí donde aparece la tentación de desviar los contenidos alejándolos de la veritas, pensando más en el carácter retórico de la obra.
La obra humanista se acoge a un modelo clásico. Para ello se busca al autor más apropiado en cada momento en función del tipo de historia a realizar. La imitatio no consiste sólo en parecerse en todo lo posible al modelo elegido, pues el autor ha de contar su historia, mostrando el autor en su creación su propia retórica. El buen historiador humanista se valdrá de documentos originales que le permitan reconstruir el hecho histórico. El documento utilizado no implica la consideración de investigador del autor humanista, pues no le acompaña una pretensión exhaustiva. Pero ello no significa la carencia de un método que exija un planteamiento con respecto a los autores clásicos. 
Bruni acepta de unos y niega de otros. Sus fuentes son principalmente narrativas. Cuando Bruni hace historia ha tenido ya acceso a documentación contemporánea. En ese momento le preocupa sobre todo la política exterior de su ciudad. En Bruni el discurso narrativo es igual al proceso histórico. Estructura su obra principal en libros y se acoge a modelos literarios clásicos (imitatio). Pero la obra debe cumplir unos requisitos literarios: buen latín y buen toscano, cumpliendo con los cánones de la preceptiva literaria y con las reglas de la elocuencia. Sólo lo bien escrito, lo elocuente, provoca en el lector el placer de leer. Es la elocuencia, por tanto, un medio imprescindible para que la obra cumpla su objetivo: delectare; sólo a través del gusto del lector se llega al mismo. Para Cicerón, la historia es maestra de la vida; pero solo puede serlo si produce delectatio. Sólo se aprende si existe delectatio: por medio del delectare se consigue el docere (enseñar). La historia tiene un fin útil, pues con ella se trata de enseñar algo; tiene una utilitas. Todo historiador escribe con el sentido de la utilidad de su obra histórica. Cada autor buscará una utilitas diferente con su historia. En el caso de Bruni, este historiador escribe para la mayor gloria del pueblo florentino. 
Bruni hace una división tripartita de la sociedad: la nobleza feudal, a la que dedica escasa atención; la mayoría, a la que denomina multitud, compuesta por artesanos, tenderos, jornaleros, etc.; y la clase oligárquica, una oligarquía compuesta por comerciantes, banqueros y otros que han constituido linajes y participa en la vida política de la ciudad. Esta visión relativamente idealizada la veremos reelaborada en Maquiavelo. Ese tipo de sociedad es el adecuado para la república, una idealizada república de Florencia.
Bruni elabora una historia destinada a reafirmar la idea política que defiende. Eleva Florencia a la categoría del modelo de Roma. En Florencia, los Medici mantenían la apariencia del sistema republicano, pero la realidad era que la ciudad estaba gobernada por una oligarquía dominante. El autor esconde esta realidad al exponer un modelo moralista en sus obras. La historia del humanismo cívico florentino será incompatible con la que se escribe para mayor gloria del príncipe gobernante. 
Toda obra de historia humanista se significa por tener además una valoración del pasado. El presente se entiende y se explica desde el pasado, luego hay también que construir el pasado. Bruni debe encontrar un punto inicial en el pasado florentino. El mito de origen se encuentra tanto en Bruno como en otros historiadores. Una comunidad es tal cual la crearon sus fundadores: depende de su momento fundacional. Se arrastra por consiguiente una idea de pecado original. Como la república es un sistema de libertades es preciso elaborar un mito original de Florencia que responda a ese presente. El problema que se presentaba es que Florencia no fue importante durante la república romana ni durante el imperio. Hay escasos testimonios del origen florentino, que deben indagarse en las fuentes clásicas, optándose por una fundación republicana o cesariana de la ciudad. Para Bruni y otros, la grandeza de Roma comienza a decaer con el imperio; por ello se inclinan por un origen republicano de Florencia.
Otro problema para Bruni es el de la continuidad del imperio. La tópica concepción de la Edad Media se ve en Biondo, pero también en Bruni, para quien el imperio acaba en el siglo V al ser destruido por los bárbaros. Para él es fundamental negar la continuidad del Imperio Romano en el Sacro Imperio Germánico de los otónidas. Para un autor del Renacimiento el mundo antiguo muere en el siglo V. Ello no conlleva necesariamente una valoración negativa de todo el Medievo. Para Bruni, la recuperación e independencia de las ciudades a partir del siglo XII supone el florecimiento de nuevas libertades. Asocia las libertades urbanas a la pérdida de poder territorial del Imperio Germánico, al que niega la representatividad del anterior Imperio Romano. Por otra parte, cuando Bruni escribe vidas de literatos, que no constituyen historia política, lo hace en toscano y no en latín. Es su mayor concesión a la categoría del tema.
El problema de la paz interior es una de las cuestiones humanistas y de la escolástica. La concordia se eleva siempre como el fin último de la comunidad, tanto política como eclesiástica. La concordia se deriva del ejercicio de las virtudes públicas y privadas, y de la organización política u orden constitucional. Bruni analiza las discordias y las causas que las producen. En su Prohemio se refiere a las instituciones políticas de su ciudad y establece una relación entre la personalidad que gobierna y la multitud. Por el pensamiento social de la época, el enfrentamiento potencial es inherente a la naturaleza de las cosas. La lectura de los clásicos reafirma a los humanistas en esa consideración. Así, la obra de Bruni registra el conflicto de la ciudad con el papado, la situación económica, etc. Sitúa la revolución de los Giompi en un contexto de crisis política, interna y externa. La disputa entre partidos lleva a la eliminación del contrario; el partido vencedor expulsa y reprime al vencido.
En su biografía de Dante, Bruni presenta a Dante como un modelo de vida, capaz de conjugar su actividad literaria con el estudio de la realidad de su época. Elogia su educación y patriotismo, así como que tuviese mujer e hijos (frente a la misoginia de su tiempo), y cargo y gobierno en la república.
Después de Bruni, la historiografía florentina tiene otros nombres importantes, si bien tal importancia es más de carácter literario. Según avanza el siglo XV, la defensa del compromiso político en relación con la historia que hace Bruni no se produce en nuevos autores. Entre estos destaca, sobre todo como humanista y menos como historiador, Poggio Bracciolini (1380-1459), quien conserva la retórica de Bruni y convierte su obra en modelo de prosa para sus coetáneos. Hace una labor importante en la recuperación de textos clásicos; fue él quien descubrió los códices del monasterio de San Gall. Como historiador continúa la historia del pueblo florentino que hace Bruni. Forma parte de la saga de cancilleres florentinos.
Se le adjudica[¿quién?] la siguiente frase referida a la supresión del servicio militar obligatorio en su ciudad: "si los ciudadanos de Florencia confían a otros el cuidado de su defensa es que son ya incapaces de defenderse por sí mismos y de combatir por su patria".